# Вийтна
Ви́йтна (эст. Viitna), ранее также Ви́тна — деревня в волости Кадрина уезда Ляэне-Вирумаа, Эстония.

## География и описание
Расположена у шоссе Таллин—Нарва, у развилки дорог Кадрина и Палмсе-Кольяку, в 14 километрах к северу от волостного центра — посёлка Кадрина. Расстояние до уездного центра — города Раквере — 22 километра. Высота над уровнем моря — 80 метров.
Деревенский пейзаж украшает озеро Вийтна (также Пиккъярв, площадь 16,3 гектара; наибольшая глубина 6,2 метра). Берега озера высокие, в большинстве своём песочно-щебёнчатые и покрыты лесом. На озере есть 3 маленьких острова. Вийтна-Пиккъярв — одно из олиготрофных озёр Эстонии с песчаным дном, где произрастает редкая водяная лобелия, озёрный лишайник и небольшая водяная лилия. Озеро является главным местом для тренировок и соревнований по подводному плаванию в республике.
На северо-востоке деревни находится озеро Вяйке-Вийтна или Линаярв (площадь 4,5 га) с низкими и мягкими берегами, заболоченное.
В Вийтна произрастает самый высокий в Эстонии пирамидальный можжевельник. Охраняется государством.
Климат умеренный. Официальный язык — эстонский. Почтовый индекс — 45202.

## Население
По данным переписи населения 2011 года, в Вийтна насчитывалось 62 жителя, из них 58 (93,5 %) — эстонцы.
По состоянию на 1 января 2020 года в деревне проживали 56 человек, из них 32 мужчины и 24 женщины; детей в возрасте до 14 лет включительно — 7, лиц пенсионного возраста (65 лет и старше) — 11.
Численность населения деревни Вийтна:
| Год  | 1959 | 1970 | 1979  | 1989  | 2000 | 2011 | 2017 | 2018 | 2019 | 2020 | 2021 |
| ---- | ---- | ---- | ----- | ----- | ---- | ---- | ---- | ---- | ---- | ---- | ---- |
| Чел. | 65   | ↗ 74 | ↗ 123 | ↘ 117 | ↘ 94 | ↘ 79 | ↘ 59 | ↘ 57 | ↘ 54 | ↗ 56 | ↗ 62 |

## История
В письменных источниках 1671 года упоминается Witna (хутор), 1796 года — Wiitna (корчма), 1844 года — Witna (корчма, хутор).
В средние века в Вийтна находилась часовня, посвящённая святому Витусу, которая была разрушена в ходе Ливонской войны. Упомянутый в 1671 году хутор Витна уже 90 лет как принадлежал мызе Каттентак (нем. Kattentack, Ааспере, эст. Aaspere mõis). Исходя из этого можно предположить, что семья Вийтна (Viitna) существовала уже в конце 16-го столетия.
На военно-топографических картах Российской империи (1846–1863 годы), в состав которой входила Эстляндская губерния, деревня обозначена как Витна.
К концу XIX века в Вийтна была корчма, магазин и два хутора, и деревня принадлежала мызе Пальмс.

## Достопримечательности
- Корчма Вийтна. Внесена в Государственный регистр памятников культуры Эстонии. Первоначальное здание было построено в 1798–1802 годах. Корчма сгорела в 1989 году, в 1993 году была восстановлена как копия (архитектор Aарне Канн (Aarne Kann))[18];
- озёра Вийтна. Гляциокарстовые озёра расположены на северо-восточной окраине Кырвемаа, их окрестности являются зоной отдыха. На восточном берегу озера Вяйке-Вийтна расположен популярный в стране кемпинг[8][10];
- природный парк Вийтна, площадь 314,6 гектара. Территория принята под охрану государства в 1971 году[19].

## Галерея

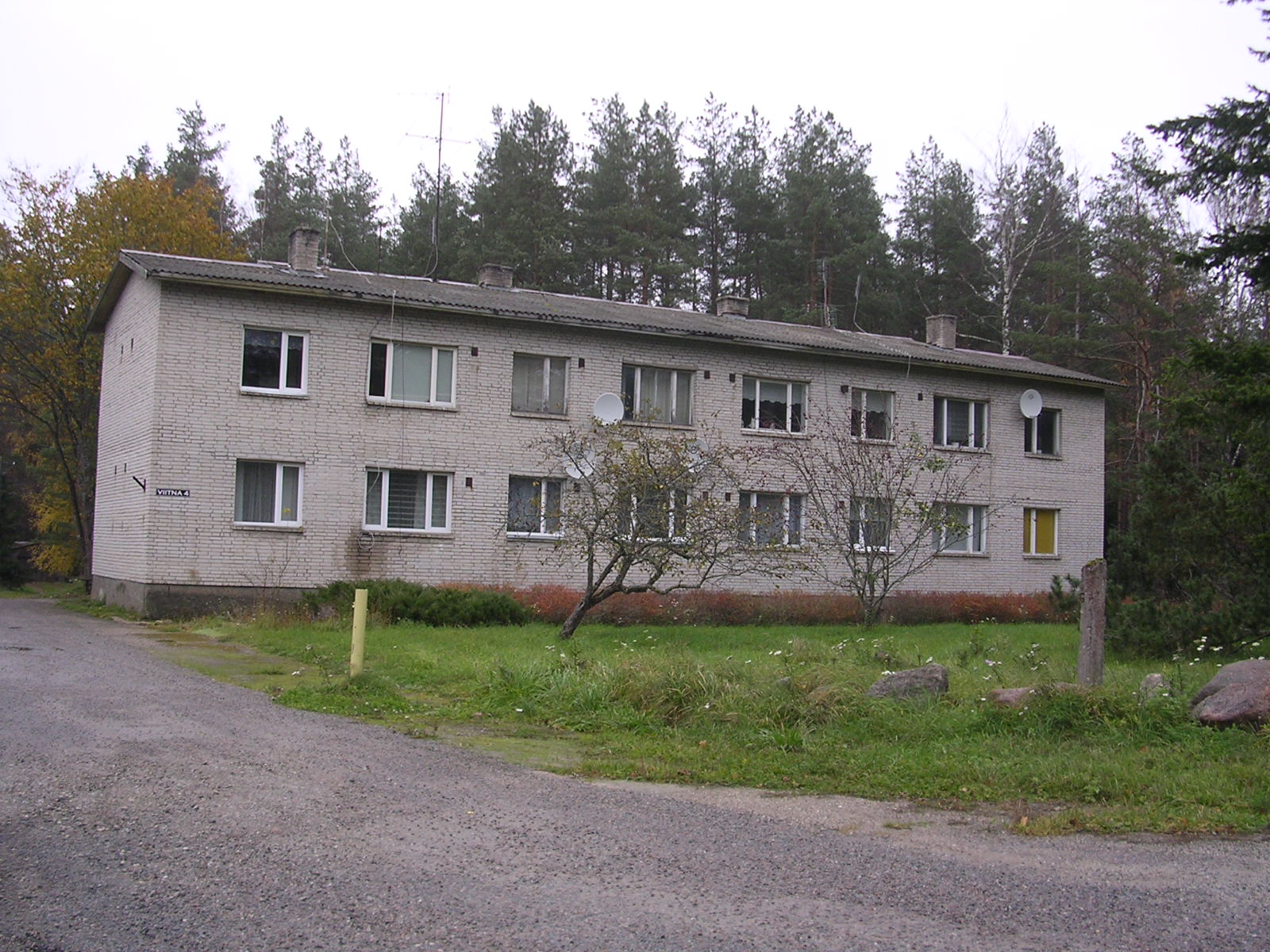
Жилой дом в Вийтна
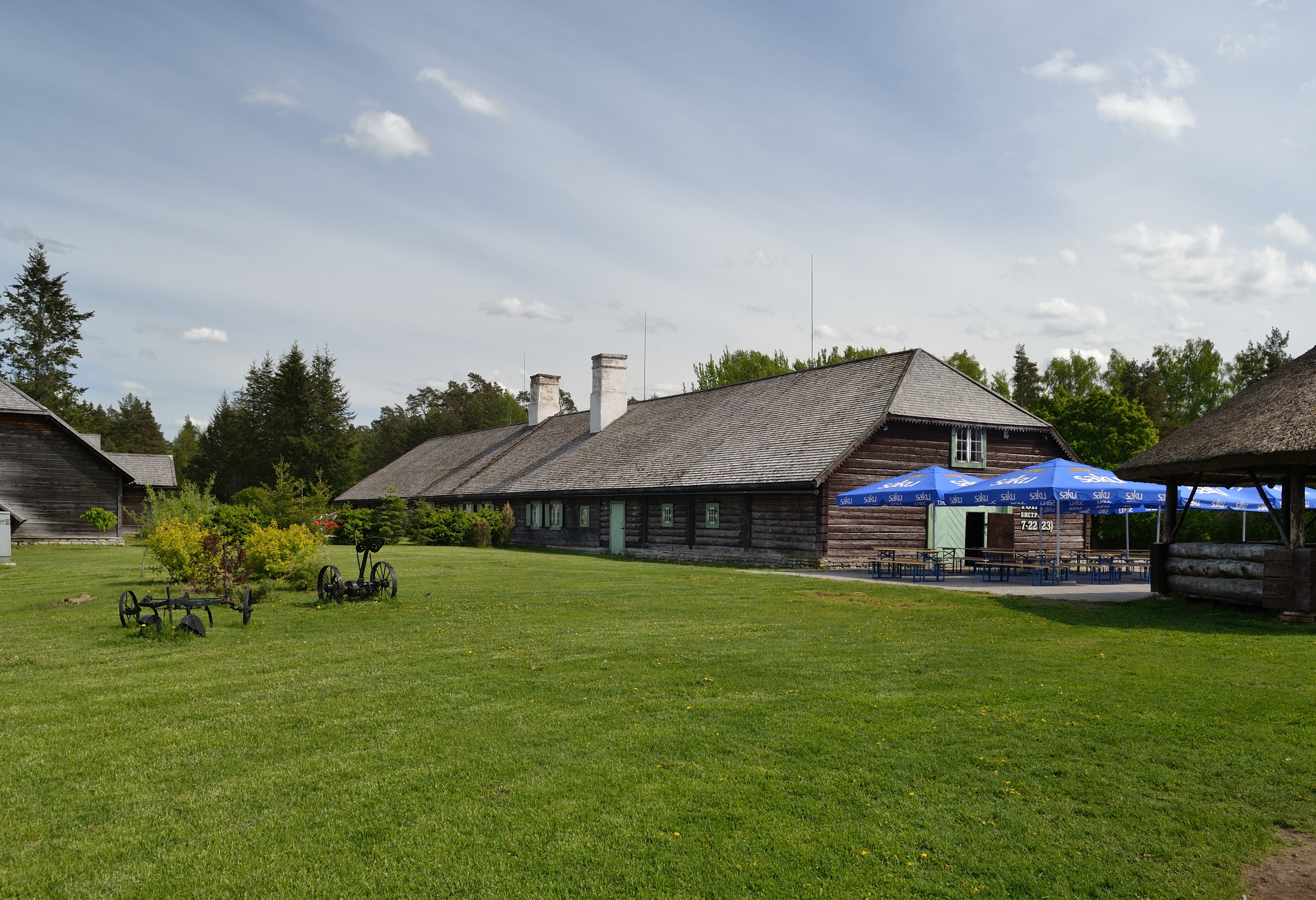
Корчма Вийтна
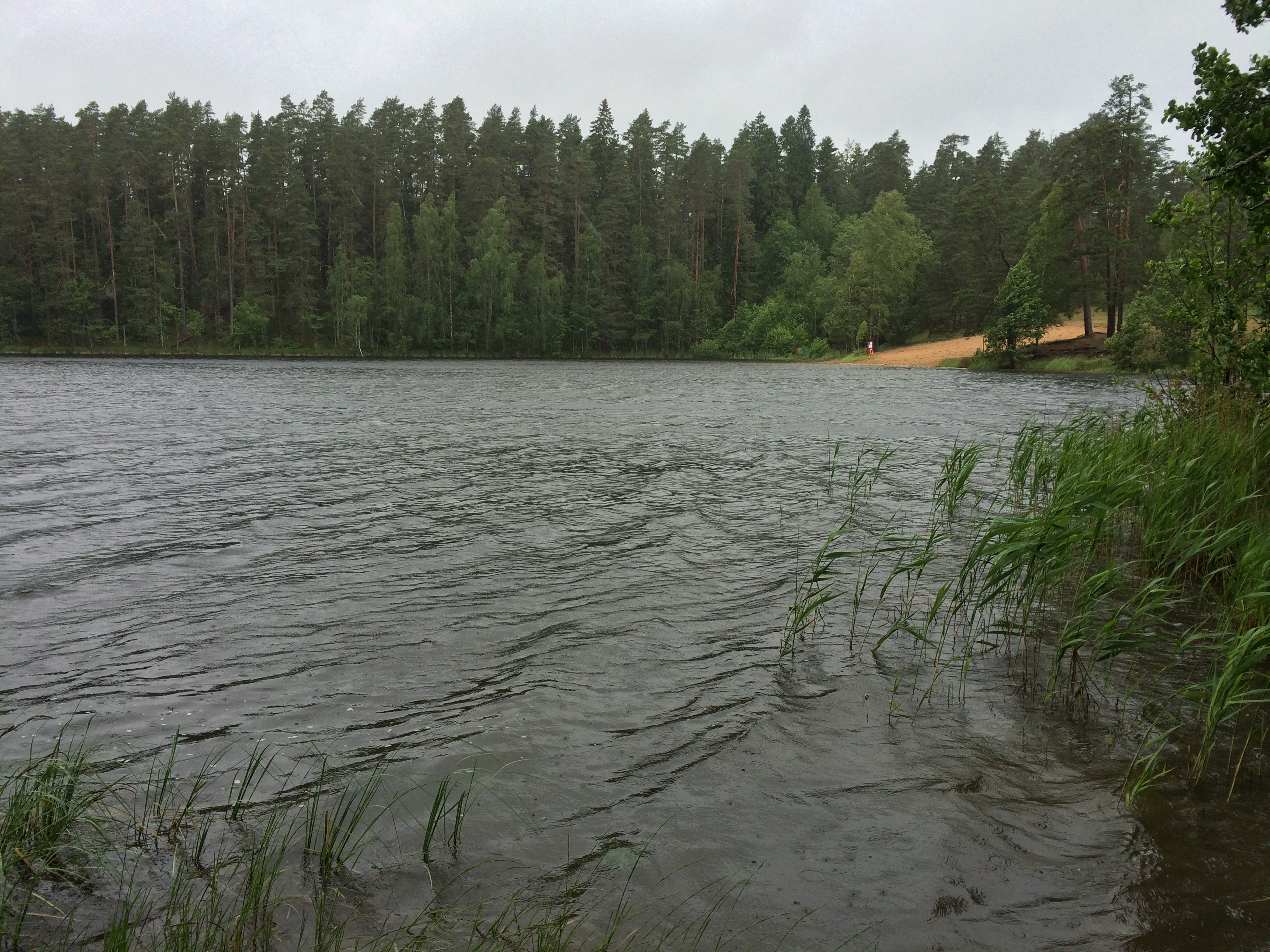
Озеро Вийтна-Пиккъярв
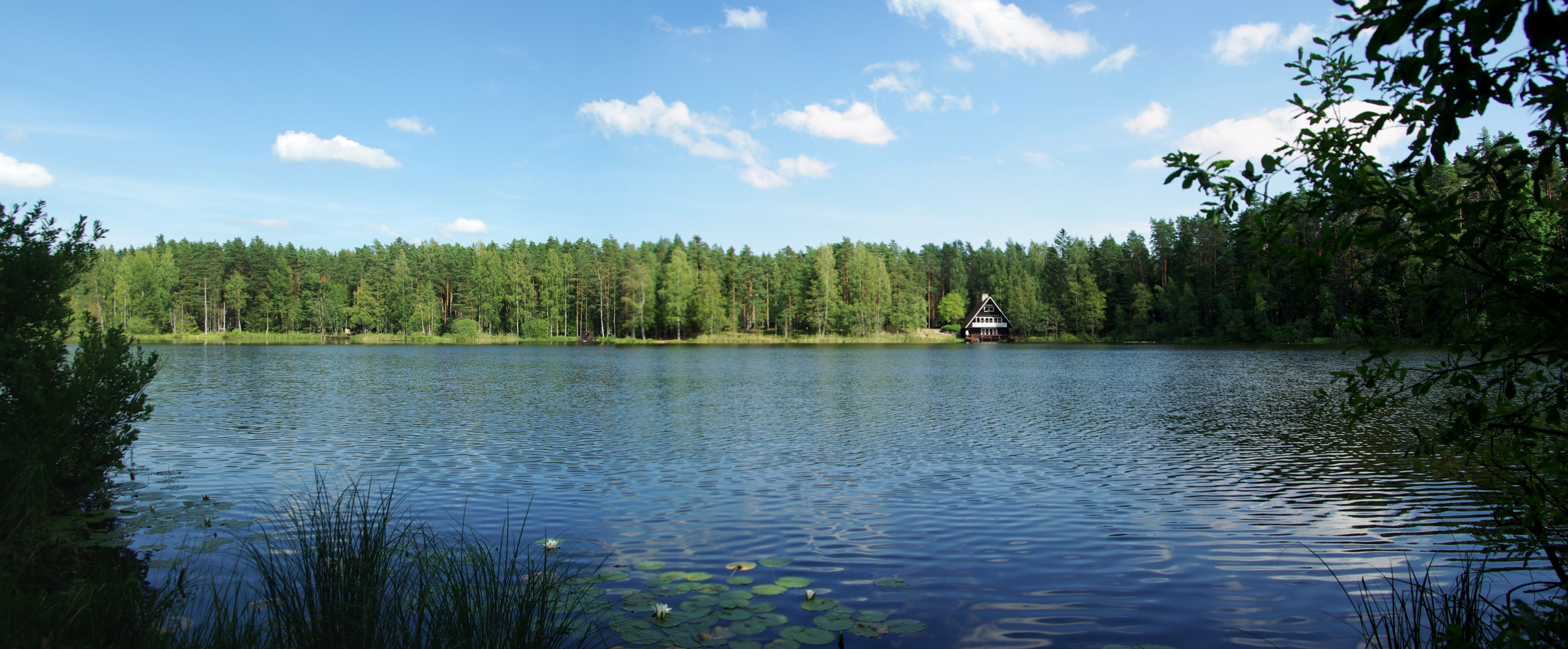
Озеро Вийтна-Линаярв

## Комментарии
1. ↑  Эстонские топонимы, оканчивающиеся на -а, не склоняются и не имеют женского рода (исключение — Нарва)[12].